# Bombo (Uganda)
Bombo – miasto w Ugandzie, w dystrykcie Luweero.